# Бресс-Валлон
Бресс-Валлон (фр. Bresse Vallons) — муніципалітет у Франції, у регіоні Овернь-Рона-Альпи, департамент Ен. Бресс-Валлон утворено 1 січня 2019 року шляхом злиття муніципалітетів Кра-сюр-Рейссуз i Етре. Адміністративним центром муніципалітету є Кра-сюр-Рейссуз. Населення — 2380 осіб (01.01.2021).